# جامعة سان كارلوس (غواتيمالا)
جامعة سان كارلوس في غواتيمالا (بالإنجليزية: Universidad de San Carlos de Guatemala)‏ هي جامعة عامة، تأسست سنة 1675، في غواتيمالا، بلغ عدد طلابها 200,174 طالب سنة 2014.، و220,000.[متى؟]

## معرض صور

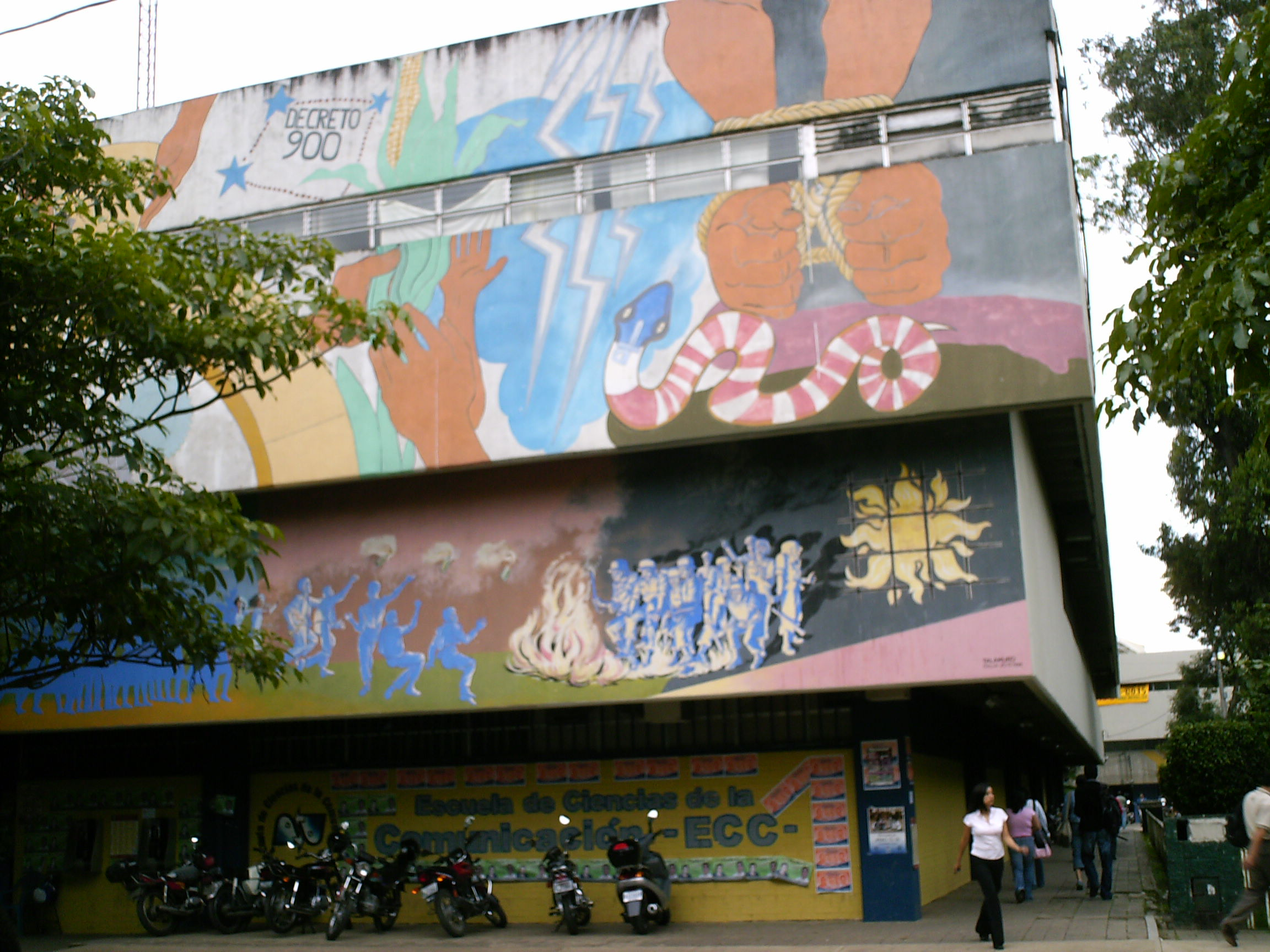
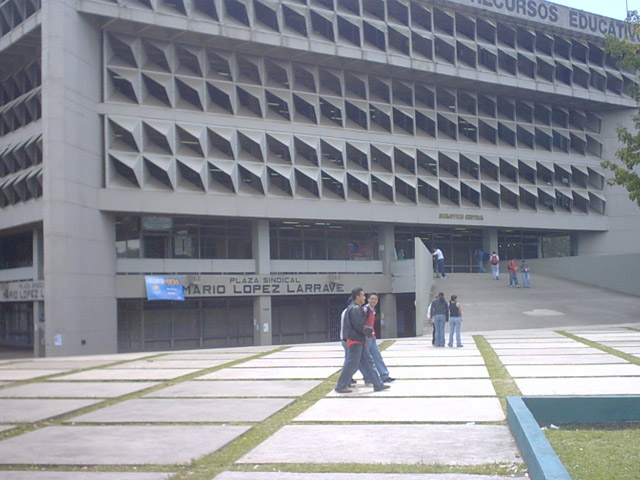
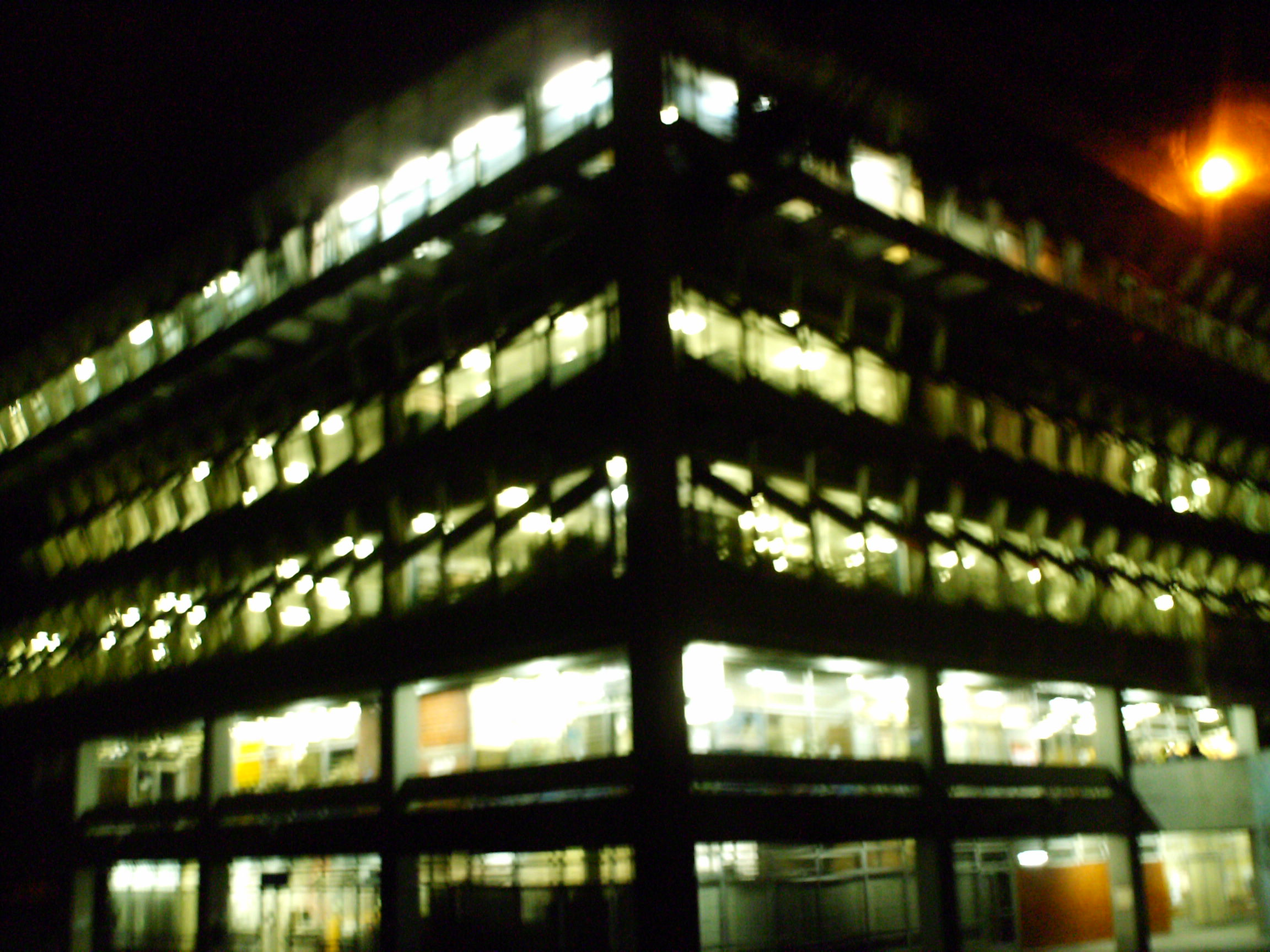